# Paul Jacques Dupuy
Paul Jacques Dupuy, född 1878, död 1927 var en fransk politiker och tidningsförläggare. Son till Jean Dupuy.
Efter faderns död var han chef för Le petit parisien och dess avläggare Excelsior, Science et vie, Omnia, Miroir des sports, L'agriculture nouvelle och Nos loisirs. Han var deputerad från 1910 och blev senator 1920.